# Бєлобородово (Калузька область)
Бєлобородово (рос. Белобородово) — присілок в Мещовському районі Калузької області Російської Федерації.
Населення становить 5 осіб. Входить до складу муніципального утворення Місто Мещовськ.

## Історія
Від 2004 року входить до складу муніципального утворення Місто Мещовськ.

## Населення
| 2002 | 2010 |
| ---- | ---- |
| 5    | →5   |